# Nucula
Nucula – rodzaj małży morskich zaliczanych do podgromady pierwoskrzelnych. W języku polskim określane są zwyczajową nazwą nukula. Należą tutaj gatunki żyjące na dnie w mule na głębokości 20 do 200 metrów. Muszle tych małży mają kształt trójkątno-owalny. Małże z tego rodzaju służą za pokarm wielu ryb, a w płytkich wodach – również kaczek.
Do rodzaju Nucula zaliczane są następujące gatunki:
- Nucula aegeensis
- Nucula annulata
- Nucula atacellana Schenck, 1939
- Nucula austrobenthalis Dell, 1990[2]
- Nucula beachportensis Verco, 1907[2]
- Nucula benguelana (A. H. Clarke, 1961)[2]
- Nucula brasiliana Esteves, 1984[2]
- Nucula calcicola D. R. Moore, 1977
- Nucula callicredemna Dall, 1890[2]
- Nucula cancellata
- Nucula cardara
- Nucula carlottensis Dall, 1897
- Nucula certisinus Finlay, 1930[2]
- Nucula consentanea Melvill & Standen, 1907[2]
- Nucula covra Bergmans, 1978[2]
- Nucula crassicostata E. A. Smith, 1872[2]
- Nucula crassidens Nicklès, 1955[2]
- Nucula crenulata A. Adams, 1856
- Nucula culebrensis E. A. Smith, 1885[2]
- Nucula cymella
- Nucula declivis Hinds, 1843[2]
- Nucula delphinodonta
- Nucula distincta Turton, 1932[2]
- Nucula donaciformis E. A. Smith, 1895[2]
- Nucula dorsocrenata (Habe, 1977)[2]
- Nucula dunedinensis Finlay, 1928[2]
- Nucula exigua G. B. Sowerby I, 1833[2]
- Nucula exodonta Prashad, 1932[2]
- Nucula faba Xu, 1999[2]
- Nucula falklandica Preston, 1912[2]
- Nucula fernandensis Villarroel, 1971[2]
- Nucula fernandinae Dall, 1927
- Nucula granulosa
- Nucula groenlandica
- Nucula hanleyi Winckworth, 1931
- Nucula hawaiensis Pilsbry, 1921[2]
- Nucula inconspicua H. Adams, 1871[2]
- Nucula insignis (Hayami & Kase, 1993)[2]
- Nucula iphigenia Dall, 1896[2]
- Nucula irregularis G. B. Sowerby III, 1904[2]
- Nucula izushotoensis (Okutani, 1966)[2]
- Nucula kanaka Bergmans, 1991[2]
- Nucula kerguelensis Thiele, 1912[2]
- Nucula libera Bergmans, 1991[2]
- Nucula malabarica Hanley, 1860[2]
- Nucula mariae Nolf, 2005[2]
- Nucula marmorea Hinds, 1843[2]
- Nucula marshalli Schenck, 1939[2]
- Nucula mayi (Iredale, 1930)[2]
- Nucula mesembrina (Hedley, 1916)[2]
- Nucula mitralis Hinds, 1843[2]
- Nucula multidentata Prashad, 1933[2]
- Nucula nicklesi Cosel, 1995[2]
- Nucula nitidosa Winckworth, 1930
- Nucula nitidula A. Adams, 1856[2]
- Nucula nitidulaformis Powell, 1971[2]
- Nucula notobenthalis Thiele, 1912[2]
- Nucula nucleus (Linnaeus, 1758)
- Nucula oppressa Bergmans, 1991[2]
- Nucula papillifera Thiele & Jaeckel, 1931[2]
- Nucula paulula A. Adams, 1856[2]
- Nucula pisum G. B. Sowerby I, 1833[2]
- Nucula planiculmen Kilburn, 1999[2]
- Nucula praetenta Iredale, 1924[2]
- Nucula profundorum E. A. Smith, 1885[2]
- Nucula proxima Say, 1822
- Nucula pseudoexigua Villarroel & Stuardo, 1998[2]
- Nucula pusilla Angas, 1877[2]
- Nucula revei Bergmans, 1978[2]
- Nucula rhytidopleura Kilburn, 1999[2]
- Nucula rossiana Finlay, 1930[2]
- Nucula rugulosa G. B. Sowerby I, 1833[2]
- Nucula saltator (Iredale, 1939)[2]
- Nucula schencki Hertlein & Strong, 1940[2]
- Nucula sculpturata G. B. Sowerby III, 1904[2]
- Nucula semen Thiele & Jaeckel, 1931[2]
- Nucula semiornata d'Orbigny, 1842[2]
- Nucula sericea Thiele & Jaeckel, 1931[2]
- Nucula striatissima Seguenza, 1877[2]
- Nucula striolata A. Adams, 1856[2]
- Nucula suahelica (Thiele & Jaeckel, 1931)[2]
- Nucula subluxa Kilburn, 1999[2]
- Nucula subovata
- Nucula sulcata Bronn, 1831[2]
- Nucula sultana Thiele & Jaeckel, 1931[2]
- Nucula surinamensis Van Regteren Altena, 1968[2]
- Nucula tamatavica Odhner, 1943[2]
- Nucula thielei Schenck, 1939[2]
- Nucula tokyoensis Yokoyama, 1920[2]
- Nucula torresi E. A. Smith, 1885[2]
- Nucula trigonica Lan & Lee, 2001[2]
- Nucula tumidula Malm, 1861
- Nucula turgida
- Nucula venezuelana Weisbord, 1964[2]
- Nucula vincentiana (Cotton & Godfrey, 1938)[2]
- Nucula zophos A. H. Clarke, 1960